# Kondenzator (laboratorijski pribor)
U laboratoriji, kondenzator je deo laboratorijskog posuđa koji se koristi za hlađenje tople pare i tečnosti. Kondenzator se obično sastoji od velike staklene cevi u kojoj je manja staklena cev koja ide kroz njenu celu dužinu veće cevi. Vrući fluidi prolaze kroz manju cev. 
Krajevi unutrašnje staklene cevi su obično opremljeni sastavima od brušenog stakla koji se lako uklapaju u drugi stakleni pribor. Tokom relaksa, gornji kraj je obično otvoren, ili spojen sa ispiratorom, ili cevima za sušenje da bi se sprečio unos vode ili kiseonika.
Spoljašnja cev je obično spojena sa dva creva, i rashladna tečnost (obično česmenska voda, ili ohlađena mešavina vode i antifriza) se propušta kroz nju. Radi maksimalne efikasnosti, i da bi se održao nesmetan i pravilno usmeren raspon temperaturnog gradijenta, čime se minimizuje rizik od termalnog šoka na ostalo stakleno posuđe, rashlađivač se obično (mada ne neophodno) uvodi kroz donji sastav, i izvodi kroz gornji. Održavanje korektnog termalnog gradijenta (i.e. ulaz rashlađivača sa hladnije strane) je kritični faktor. Više kondenzatora može biti povezano u seriju. Normalno visoka brzina protoka nije neophodna za održavanje površine hlađenja.